# 講座
講座（こうざ）とは、講師の座る場が原義であり、体系的な知識を形作ることを意味する。
次のような用例が見られる。
- ある程度まとまった講義のこと。
- 講座制における講座 - 高等教育における教育研究を行う組織の一種のこと。
- 叢書の一種。ある学問分野について、複数の研究者による論文（おおむね書き下ろし）をテーマ別の巻に分け編集したもので、専門的研究者を主な読者とする。『日本資本主義発達史講座』を始めとする「岩波講座」のシリーズが有名。この書の執筆グループは講座派と呼ばれる。岩波講座には岩波講座世界歴史、岩波講座 基礎数学、岩波講座日本歴史などがある。書籍としては他にケンブリッジラテン語講座などがある。
- 広島アフリカ講座など、市民団体名。
- オスカル・クライン記念講座など、記念講演の名称など。

類義語に、セミナーなどがある。

## 講座の種類
- 公開講座 - 大学などにおける一般人（正規在籍者でない人）向けの講義のこと。
- 市民大学講座
- 教育訓練講座: 雇用保険による教育訓練給付制度の対象として厚生労働大臣の指定を受けた講座のこと。
- 寄附講座
- 趣味講座 - 例として建築模型製作講座、清風書道講座、将棋講座、など。

## その他
NHKなどの教授番組としては、『将棋講座』、『NHK高校講座』、『NHK人間講座』、『趣味講座』、『技能講座』、『アンニョンハシムニカ・ハングル講座』、『テレビでハングル講座』、『大学講座』、『中国語講座』、『ドイツ語講座』、『体育講座』、『ロシア語講座』、『アラビア語講座』、『NHK日本語講座』、『フランス語講座』、『イタリア語講座』、『まいにちハングル講座』、『スペイン語講座、『20歳の趣味講座』、『市民大学講座』、『どうも!にほんご講座です。』、『NHK高校講座2.0』、『趣味講座 ベストサウンド』、『アイヌ語ラジオ講座』、『スタンダード日本語講座』、『プラクティカル日本語講座』、『NHK日本語講座 新にほんごでくらそう』、『大学受験ラジオ講座』、『レースアナウンサー養成講座』などがある。
番組名、書籍タイトルなどで使用される架空の講座としては、『所的蛇足講座』、『反社会学講座』、『芸能人こだわり王講座 イケタク』、『イラっとくる韓国語講座』、『現代科学講座』、『笑いの文化人講座』、『クイズのりもの講座』、『人類学ウラ講座〜超ゴリオシズム宣言〜』、『大人たばこ養成講座』、『C級さらりーまん講座』、『多良川おもしろ文化講座』、『お父さんのための馬講座』、『講座行政学』、『不道徳教育講座』、『お父さんのためのワイドショー講座』、『ヤスジのメッタメタガキ道講座』、『やさしいカウンセリング講座』、『鬼畜教師 (32歳独身) の悩殺講座』、『三毛猫ホームズの犯罪学講座』、『細川茂樹・若林史江の株式講座〜スタイリッシュ投資ライフ〜』、『お父さんのためのショウビズ講座』、『道民カレッジ「ほっかいどう学」大学放送講座』、『MihimaLIVE3 〜University of mihimaru GT☆mihimalogy 実践講座!!アリーナSPECIAL〜』、『碑文谷教授のミッドナイトゼミナール 今さら人に聞けない!怒らせ方講座』などがある。
通信教育などでの教育プログラム。大学通信講座、進研ゼミ小学講座、進研ゼミ中学講座、進研ゼミ高校講座、実力養成・中学生講座、進研ゼミ高校講座Presents 目からウロコ!24、進研ゼミ中学講座+i、河合サテライト講座などがある。